# Cléon-d'Andran
Cléon-d'Andran est une commune française, dans le département de la Drôme, en région Auvergne-Rhône-Alpes.
Village circulaire typique des villages fortifiés, il est situé au cœur de la plaine des Andrans dont il est le centre commercial.

## Géographie

### Localisation
Cléon-d'Andran est située à 20 km à l'est de Montélimar.

### Relief et géologie
La commune est au centre de la plaine des Andrans.
Sites particuliers :

### Hydrographie
La commune est arrosée :
- au nord, par le ruisseau l'Ancelle;
- au sud, par le ruisseau le Roubion.

### Climat
Pour des articles plus généraux, voir Climat d'Auvergne-Rhône-Alpes et Climat de la Drôme.
En 2010, le climat de la commune est de type climat méditerranéen altéré, selon une étude du CNRS s'appuyant sur une série de données couvrant la période 1971-2000. En 2020, Météo-France publie une typologie des climats de la France métropolitaine dans laquelle la commune est dans une zone de transition entre le climat de montagne et le climat méditerranéen et est dans une zone de transition entre les régions climatiques « Provence, Languedoc-Roussillon » et « Alpes du sud ». 
Pour la période 1971-2000, la température annuelle moyenne est de 13 °C, avec une amplitude thermique annuelle de 17,8 °C. Le cumul annuel moyen de précipitations est de 854 mm, avec 6,8 jours de précipitations en janvier et 4 jours en juillet. Pour la période 1991-2020, la température moyenne annuelle observée sur la station météorologique de Météo-France la plus proche, sur la commune de Puy-Saint-Martin à 4 km à vol d'oiseau, est de 13,9 °C et le cumul annuel moyen de précipitations est de 923,0 mm,. Pour l'avenir, les paramètres climatiques de la commune estimés pour 2050 selon différents scénarios d'émission de gaz à effet de serre sont consultables sur un site dédié publié par Météo-France en novembre 2022.

### Voies de communication et transports
Cléon-d'Andran est le nœud routier de la plaine des Andrans.

## Urbanisme

### Typologie
Au 1er janvier 2024, Cléon-d'Andran est catégorisée bourg rural, selon la nouvelle grille communale de densité à 7 niveaux définie par l'Insee en 2022.
Elle est située hors unité urbaine. Par ailleurs la commune fait partie de l'aire d'attraction de Montélimar, dont elle est une commune de la couronne,. Cette aire, qui regroupe 45 communes, est catégorisée dans les aires de 50 000 à moins de 200 000 habitants,.

### Occupation des sols
L'occupation des sols de la commune, telle qu'elle ressort de la base de données européenne d’occupation biophysique des sols Corine Land Cover (CLC), est marquée par l'importance des territoires agricoles (94 % en 2018), en diminution par rapport à 1990 (95,7 %). La répartition détaillée en 2018 est la suivante : 
terres arables (92,5 %), zones urbanisées (5,6 %), zones agricoles hétérogènes (1,6 %), forêts (0,4 %). L'évolution de l’occupation des sols de la commune et de ses infrastructures peut être observée sur les différentes représentations cartographiques du territoire : la carte de Cassini (XVIIIe siècle), la carte d'état-major (1820-1866) et les cartes ou photos aériennes de l'IGN pour la période actuelle (1950 à aujourd'hui).

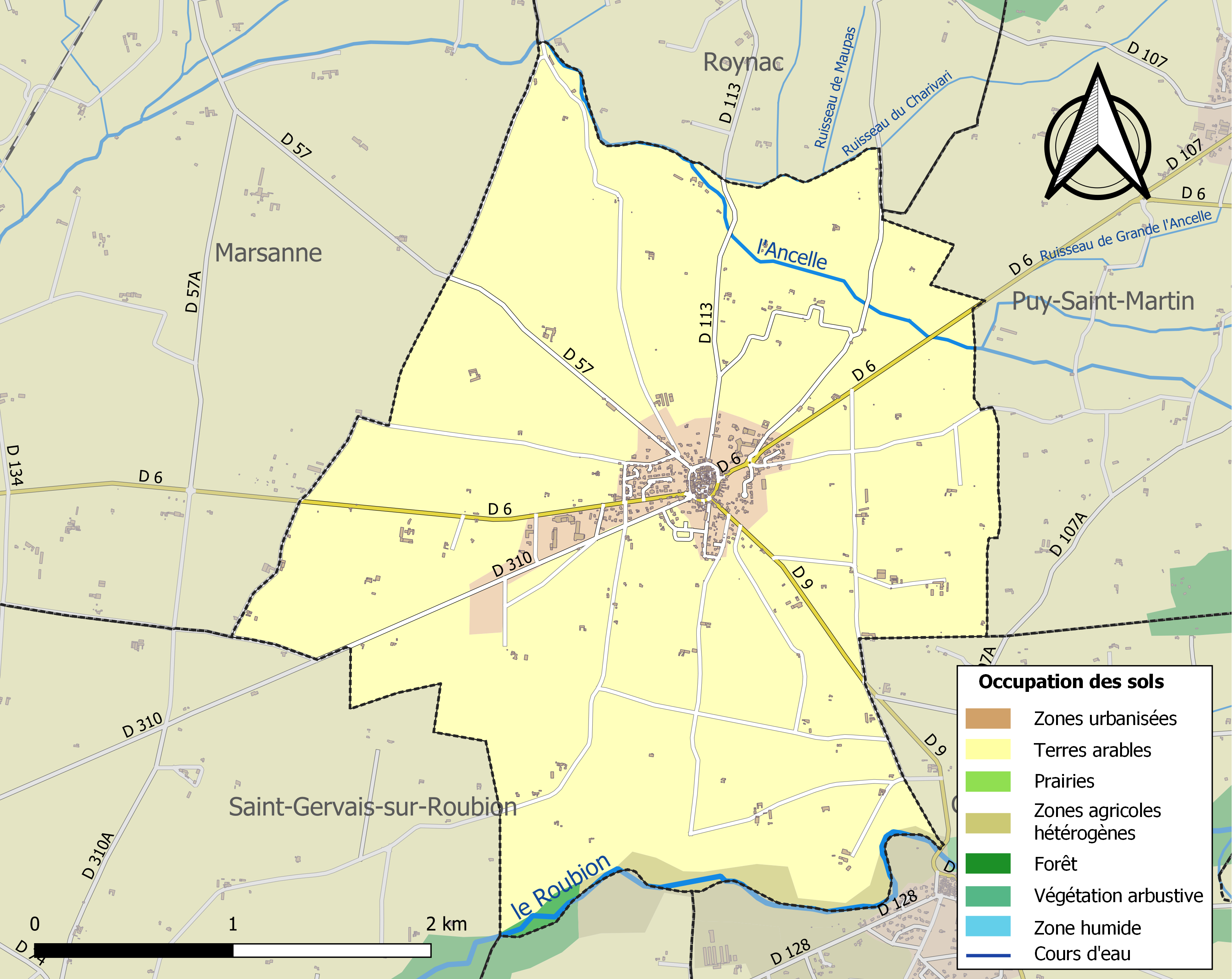
Carte des infrastructures et de l'occupation des sols de la commune en 2018 (CLC).

### Morphologie urbaine

#### Quartiers, hameaux et lieux-dits
Site Géoportail (carte IGN) :
- Arbrepin
- Bec de Jus
- Bramefaim
- Chalaye
- Champrond
- Château de Genas
- Fragène
- la Commanderie
- la Condamine
- l'Argelas
- le Bûchelier
- le Moulin
- les Andrans
- les Aubes
- les Blaches
- les Brignes
- les Eygrettes
- Miomeye
- Mollans
- Riosset
- Sérina
- Serre Fournier

Anciens quartiers, hameaux et lieux-dits :
- Andran est un quartier attesté[14] :

en 1391 : Andrans (choix de documents, 214) ;
en 1480 : in Andrancio (archives de la Drôme, E 384) ;
en 1446 : in Andrancii (inventaire de la chambre des comptes) ;
au XVIe siècle : ce quartier n'est qu'une forêt ;
en 1891 : Andran, quartier des communes de Cléon-d'Andran, de Bonlieu, de La Laupie et de Saint-Gervais.

## Toponymie

### Attestations
Dictionnaire topographique du département de la Drôme :
- 956 : villa de Clovo (cartulaire de Saint-Chaffre, 6).
- 1217 : Cleus (cartulaire de Saint-Chaffre, 40).
- 1219 : villa de Cliuvo (cartulaire de Saint-Chaffre, 41).
- 1266 : Clivum (cartulaire de Saint-Chaffre, 44).
- 1332 : Cleou (Gall. christ., XVI, 130).
- 1336 : Clivo on Andrans (cartulaire de Montélimar, 43).
- 1381 : villa de Clivo (Valbonnais, II, 162).
- 1391 : Cliau d'Andrans (choix de documents, 278).
- 1399 : Cliau d'Andrans (choix de documents, 214).
- XVIe siècle : mention du prieuré : prior de Clivo d'Andrans (pouillé de Valence).
- 1467 : Cleu en Andrans (archives de la Drôme, E 2500).
- 1480 : Clivum in Andrancio (archives de la Drôme, E 384).
- 1509 : mention de l'église Saint-Sauveur : ecclesia Sancti Salvatoris Clivi de Andrancio (visites épiscopales de Valence).
- 1540 : mention du prieuré : prioratus Clivi d'Andaures (pouillé de Valence).
- 1549 : Claudandrans (rôle de décimes).
- 1549 : mention de la paroisse : cura Clivi d'Andrans (rôle de décimes).
- 1598 : Cluy en Odrans (Lacroix, L'arrondissement de Montélimar, II, 351).
- 1610 : Clion (archives de la Drôme, E 6215).
- 1621 : Cléon (archives de la Drôme, E 6220).
- 1636 : Cleu d'Endran (archives de la Drôme, E 6241).
- 1650 : le Cliou d'Andrans (Planel, notaire à Crest).
- 1788 : Cléou Dandran (alman. du Dauphiné).
- 1891 : Cléon-d'Andran, commune du canton de Marsanne.

### Étymologie
D'après Albert Dauzat et Charles Rostaing (ces deux anciens chercheurs sont aujourd'hui fortement critiqués) :
- Cléon : le nom de Cléon serait une mauvaise graphie pour Cléou (du latin clivus « pente »).
- Andran : Andran pourrait être l'ancien nom du village dérivé d'un nom de personne Anteran, variante de Antheron (cf. La Roque-d'Anthéron).

Autres sources :
- Cléon serait à rattacher au radical latin clivus « déclivité », ce qui paraît peu pertinent, le village étant situé dans une plaine[17].
- Son étymologie serait à rapprocher des mots glean et glynn en écossais et en irlandais, qui signifient « vallée »[18].

## Histoire
Pour un article plus général, voir Histoire de la Drôme.

### Antiquité: les Gallo-romains
La plaine des Andrans semble avoir été habitée par les Gallo-Romains comme l'atteste la découverte en 1868 par Joseph Chalons d'une urne contenant 7 000 médailles lenticulaires en argent ainsi que d'une pierre tumulaire datée de la fin du IIe siècle ou du début du IIIe siècle.
Ancienne villa romaine.

### Du Moyen Âge à la Révolution
La seigneurie : 
- Au point de vue féodal, Cléon-d'Andran était une terre (ou seigneurie) des Adhémar.
- Possession de l'ordre de Saint-Jean-de-Jérusalem (les Hospitaliers[1]).
- 1269 : la terre passe aux comtes de Valentinois.

(un acte de 1269 mentionne la cession par cet ordre du fief de Cléon d'Andran à Aimard de Poitiers, comte de Valentinois[réf. nécessaire]).
- 1295 : elle est cédée aux Taulignan.
- 1533 : passe aux Urre [Eurre].
- 1679 : vendue aux Sillol.
- Vers 1714 : elle passe (par héritage) aux Marsanne (les Marsanne-Fontjuliane[17]).
- 1782 : elle est vendue aux Moutiers, derniers seigneurs (cédée le 23 août 1782 à Antoine Moutier[17]).

François-Alexandre Aubert de la Chesnaye-Desbois a étudié ces familles.
1523 : Le seigneur Germain d'Urre, chevalier et capitaine, seigneur des Baumettes, acquiert « les château, lieu, district et mandement de Cléon-d'Andran, avec toute juridiction, et domaine, maisons, forts, prés, vignes à Cléon et Roynac, hommes, femmes, bois, devés, fours, fournages, moulins, moutures, hommages, bans, pâturages, herbages, glandages, eaux, rivières, chemins, directes, lods, douzains, treizains, cinquains, tâches, censes, services, corvées, chevalages et autres droits seigneuriaux, moyennant le prix de 3 000 écus d'or au soleil ». Selon le marquis de Genas, ce serait ce même Germain d'Urre qui introduisit le vingtain à coup de bâton.
1606 : La querelle du vingtain :

Une longue querelle judiciaire opposa d'une part le marquis de Genas et la famille de Sillol, et d'autre part (et ce, pendant près de deux siècles), la commune de Cléon-d'Andran à la même famille à propos du vingtain, un ancien impôt auquel il prétendait exonérer, tout comme les habitants de la commune. Cette taxe consistait pour les habitants d'un lieu ou d'un village à payer la vingtième partie des grains, à une personne (généralement noble) en échange de sa protection et sous la condition expresse qu'il entretiendrait à ses dépens les murs et les portes du bourg.
 
Selon André Lacroix, Pierre d'Urre-Mollans, ayant obtenu des lettres dites de fendis de la chancellerie de Dauphiné, le 11 avril 1606, pour obliger « les manants et habitants de Cléon » à lui reconnaître de nouveau le vingtain accoutumé des grains et du vin, fit assigner les récalcitrants devant son juge ordinaire. Les consuls, prenant fait et cause pour eux, et peu rassurés sur l'impartialité d'un magistrat nommé et révocable par le seigneur lui-même, portèrent la cause au parlement de Grenoble, dans l'espoir que la cour exigerait communication des titres anciens où le vingtain se trouvait stipulé. Mais Pierre d'Urre se contenta de répondre « même avec serment, pardevant le sieur conseiller et commissaire en cette partie député », qu'il n'avait aucune reconnaissance de ce genre et basait sa demande sur une simple possession longtemps incontestée. le 12 mai 1607, un arrêt d'appointement débouta les habitants de Cléon de leur opposition et maintint Pierre d'Urre en la jouissance du vingtain des grains et du vin, à la forme de l'acte de 1467 et des reconnaissances de 1538 et 1539.

Un arrêt du Grand Conseil, confirmatif de ceux du Parlement du Dauphiné, confirmera, en 1787, le bien-fondé de cet impôt.
1617 et 1621 : les troupes protestantes du seigneur d'Urre (seigneur du lieu) stationnent au village et le rançonnent[réf. nécessaire].
1649 : les troupes du régiment des chevau-légers viennent s'installer à Cléon[réf. nécessaire].
1660 (démographie) : 40 chefs de famille.
1679 (7 septembre) : Jacques d'Urre vend à Alexandre de Sillol, seigneur de Saint-Vincent-de-Barrès, « la terre de Cléon, avec ses droits et revenus, four, moulins, grange, vingtain, pigeonnier, faculté de dériver l'eau du Roubion, suivant l'arrêt du Parlement de Grenoble, du 23 décembre 1513 » et ce, moyennant 52 000 livres et 100 louis d'or d'épingles.
Avant 1790, Cléon-d'Andran était une communauté de l'élection, subdélégation et sénéchaussée de Montélimar.

Elle formait une paroisse du diocèse de Valence dont l'église, dédiée à saint Sauveur, était celle d'un prieuré de l'ordre de Saint-Augustin (dépendant de l'abbaye de Saint-Thiers de Saou) à laquelle il fut uni au XVIIe siècle. Le prieur prenait la dîme et l'évêque diocésain nommait à la cure.

#### Les Hospitaliers
Le village semble avoir accueilli les dépendances d'une petite commanderie de l'ordre de Saint-Jean de Jérusalem située à Manas.

### De la Révolution à nos jours
En 1790, Cléon-d'Andran fait partie du canton de Marsanne.
1799 (démographie) : 431 habitants.

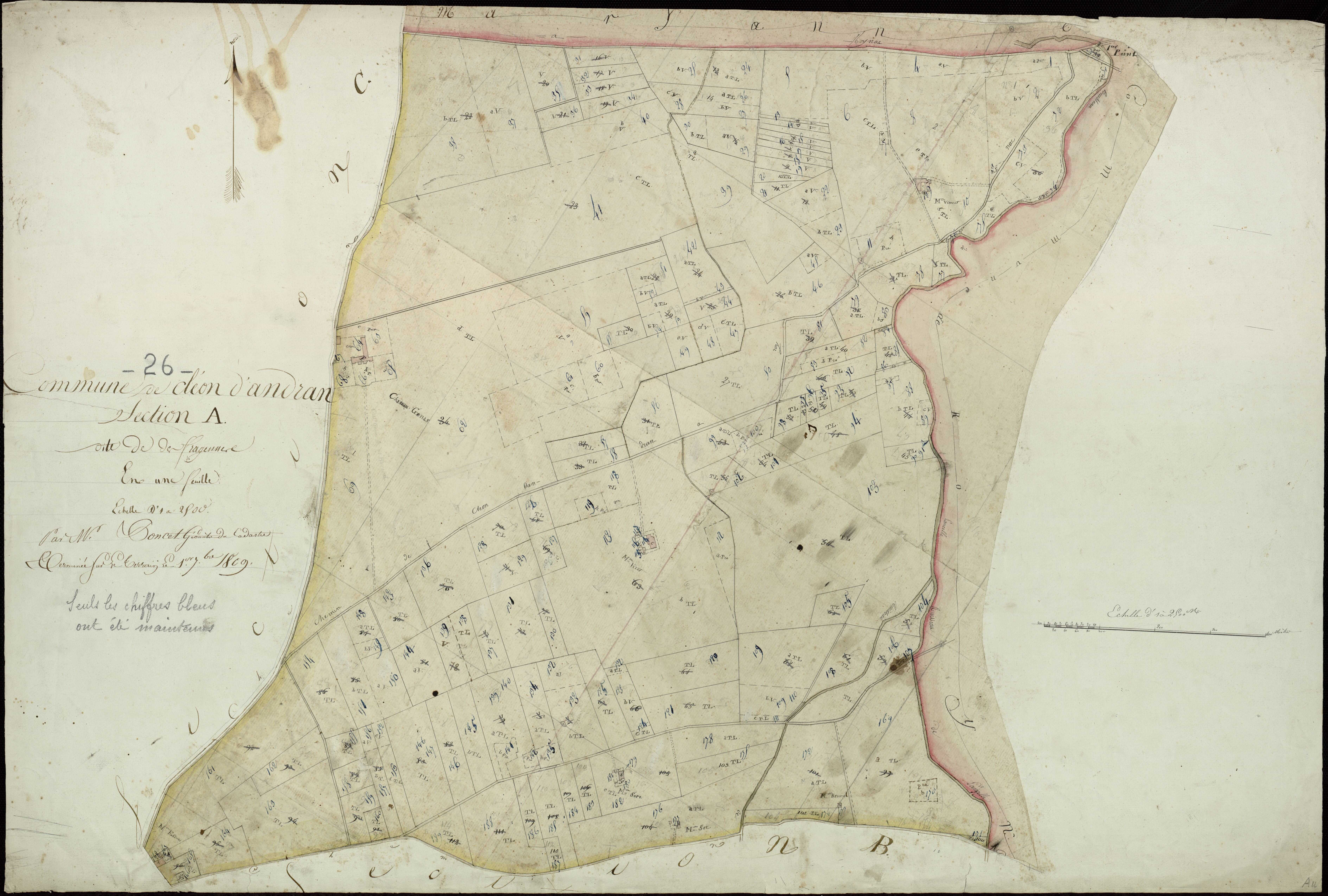
Plan cadastral de Cléon d'Andran_1809

1885 : décision du conseil municipal de démolir les deux portes d'entrée du village, trop étroites.
1943 : les 21 février, 8 et 10 mars, à la suite d'une dénonciation, les nazis, accompagnés de miliciens, effectuent trois rafles de villageois et de juifs cachés dans le village, dont Robert Rothschild. Quinze hommes sont arrêtés et déportés. Seuls trois reviendront.
1944 : du 21 au 30 août, lors de la bataille de Montélimar, Cléon-d'Andran, comme les villages alentour, verra s'affronter la 6th U.S. Infantry Division (soutenue pour partie par la 45th U.S. Infantry Division) dans un plan audacieux imaginé par le colonel F.F.I. André Zeller, et différents éléments de la 19e armée allemande, dont le 11e Panzer-Division et la 19e D.I positionnée sur l'axe Cléon / Marsanne.

## Politique et administration

### Tendance politique et résultats
| Européennes 2014    |  | FN   | 27,95  |            | UMP        | 18,94      |           | VEC       | 16,77     |           | UDI       | 13,35     | Tour unique    | Tour unique    | Tour unique    | Tour unique    | Tour unique    | Tour unique    | Tour unique    | Tour unique    | Tour unique    |
| Régionales 2015     |  | UD   | 32,58  |            | FN         | 31,44      |           | UG        | 17,00     |           | VEG       | 5,10      |                | UD             | 42,07          |                | UG             | 30,23          |                | FN             | 27,71          |
| Présidentielle 2017 |  | FN   | 30,19  |            | LR         | 20,00      |           | EM        | 18,89     |           | LFI       | 17,96     |                | EM             | 56,81          |                | FN             | 43,19          | Pas de 3e      | Pas de 3e      | Pas de 3e      |
| Législatives 2017   |  | LREM | 36,07  |            | FN         | 18,85      |           | UDI       | 15,57     |           | FI        | 10,93     |                | LREM           | 67,21          |                | FN             | 32,79          | Pas de 3e      | Pas de 3e      | Pas de 3e      |
| Européennes 2019    |  | RN   | 23,40  |            | LREM       | 20,52      |           | EELV      | 15,83     |           | UDI       | 9,05      | Tour unique    | Tour unique    | Tour unique    | Tour unique    | Tour unique    | Tour unique    | Tour unique    | Tour unique    | Tour unique    |
| Municipales 2020    |  | SE   | 100,00 | Pas de 1re | Pas de 1re | Pas de 1re | Pas de 2e | Pas de 2e | Pas de 2e | Pas de 3e | Pas de 3e | Pas de 3e | Pas de 2d tour | Pas de 2d tour | Pas de 2d tour | Pas de 2d tour | Pas de 2d tour | Pas de 2d tour | Pas de 2d tour | Pas de 2d tour | Pas de 2d tour |
| Présidentielle 2022 |  | RN   | 32,77  |            | LREM       | 25,30      |           | LFI       | 15,62     |           | REC       | 8,15      |                | RN             | 53,85          |                | LREM           | 46,15          | Pas de 3e      | Pas de 3e      | Pas de 3e      |
| Législatives 2022   |  | RN   | 28,64  |            | NUP        | 21,23      |           | LR        | 19,75     |           | ENS       | 14,57     |                | RN             | 58,10          |                | NUP            | 41,90          | Pas de 3e      | Pas de 3e      | Pas de 3e      |
| Européennes 2024    |  | RN   | 40,85  |            | ENS        | 13,62      |           | UG        | 11,59     |           | LFI       | 7,11      | Tour unique    | Tour unique    | Tour unique    | Tour unique    | Tour unique    | Tour unique    | Tour unique    | Tour unique    | Tour unique    |

### Liste des maires
| Période                                                                      | Période                       | Identité          | Étiquette | Qualité         |
| ---------------------------------------------------------------------------- | ----------------------------- | ----------------- | --------- | --------------- |
| Les données manquantes sont à compléter. : de la Révolution au Second Empire |                               |                   |           |                 |
| 1790                                                                         | 1871                          | ?                 |           |                 |
| Les données manquantes sont à compléter. : depuis la fin du Second Empire    |                               |                   |           |                 |
| 1871                                                                         |                               | ?                 |           |                 |
| 1874                                                                         |                               | ?                 |           |                 |
| 1878                                                                         |                               | ?                 |           |                 |
| 1884                                                                         |                               | ?                 |           |                 |
| 1888                                                                         |                               | ?                 |           |                 |
| 1892                                                                         |                               | ?                 |           |                 |
| 1896                                                                         |                               | ?                 |           |                 |
| 1900                                                                         |                               | ?                 |           |                 |
| 1904                                                                         |                               | ?                 |           |                 |
| 1908                                                                         |                               | ?                 |           |                 |
| 1912                                                                         |                               | ?                 |           |                 |
| 1919                                                                         |                               | ?                 |           |                 |
| 1925                                                                         |                               | ?                 |           |                 |
| 1929                                                                         |                               | ?                 |           |                 |
| 1935                                                                         |                               | ?                 |           |                 |
| 1945                                                                         |                               | ?                 |           |                 |
| 1947                                                                         |                               | ?                 |           |                 |
| 1953                                                                         |                               | ?                 |           |                 |
| 1959                                                                         | 1965                          | Gilbert Sauvan    |           |                 |
| 1965                                                                         | 1971                          | Gilbert Sauvan    |           | maire sortant   |
| 1971                                                                         | 1977                          | Gilbert Sauvan    |           | maire sortant   |
| 1977                                                                         | 1983                          | Gilbert Sauvan    |           | maire sortant   |
| 1983                                                                         | 1989                          | Gilbert Sauvan    |           | maire sortant   |
| 1989                                                                         | 1995                          | Gilbert Sauvan    |           | maire sortant   |
| 1995                                                                         | 2001                          | André Faucon      |           |                 |
| 2001                                                                         | 2008                          | Odette Jourdain   |           |                 |
| 2008                                                                         | 2014                          | Emmanuel Issartel |           |                 |
| 2014                                                                         | 2020                          | Fermi Carrera     |           | agent technique |
| 2020                                                                         | En cours (au 10 février 2021) | Fermi Carrera,    |           | maire sortant   |

### Rattachements administratifs et électoraux
La commune est comprise dans l'arrondissement de Die, dans le canton de Crest.

Elle est également une commune adhérente de la communauté d'agglomération de Montélimar Agglomération qui comprend vingt-sept communes et dont le siège est situé à Montélimar.
Auparavant, la commune était rattachée à la communauté de communes du Val de Drôme en Biovallée.

### Jumelages
| Cléon-d'Andran Wasenberg |

- Wasenberg (Allemagne)

Jumelée depuis 1967 avec Wasenberg, devenue depuis la réforme administrative de 1974 une section de la commune de Willingshausen (Hesse). Échange annuel en juillet à Cléon et en août à Wasenberg. Une association gère ces rencontres : « Amicale Wasenberg-Cléon ».

## Population et société

### Démographie
L'évolution du nombre d'habitants est connue à travers les recensements de la population effectués dans la commune depuis 1793. Pour les communes de moins de 10 000 habitants, une enquête de recensement portant sur toute la population est réalisée tous les cinq ans, les populations de référence des années intermédiaires étant quant à elles estimées par interpolation ou extrapolation. Pour la commune, le premier recensement exhaustif entrant dans le cadre du nouveau dispositif a été réalisé en 2005.

En 2022, la commune comptait 989 habitants, en évolution de +17,04 % par rapport à 2016 (Drôme : +2,64 %, France hors Mayotte : +2,11 %).
| 1793 | 1800 | 1806 | 1821 | 1831 | 1836 | 1841 | 1846 | 1851 |
| ---- | ---- | ---- | ---- | ---- | ---- | ---- | ---- | ---- |
| 480  | 431  | 499  | 587  | 676  | 729  | 707  | 789  | 818  |

| 1856 | 1861 | 1866 | 1872 | 1876 | 1881 | 1886 | 1891 | 1896 |
| ---- | ---- | ---- | ---- | ---- | ---- | ---- | ---- | ---- |
| 773  | 736  | 769  | 735  | 707  | 652  | 645  | 594  | 634  |

| 1901 | 1906 | 1911 | 1921 | 1926 | 1931 | 1936 | 1946 | 1954 |
| ---- | ---- | ---- | ---- | ---- | ---- | ---- | ---- | ---- |
| 624  | 597  | 603  | 520  | 476  | 484  | 418  | 448  | 454  |

| 1962 | 1968 | 1975 | 1982 | 1990 | 1999 | 2005 | 2006 | 2010 |
| ---- | ---- | ---- | ---- | ---- | ---- | ---- | ---- | ---- |
| 507  | 577  | 601  | 630  | 718  | 800  | 840  | 874  | 883  |

| 2015 | 2020 | 2022 | - | - | - | - | - | - |
| ---- | ---- | ---- | - | - | - | - | - | - |
| 856  | 965  | 989  | - | - | - | - | - | - |

### Enseignement
La commune dépend de l'académie de Grenoble.
- Les élèves commencent leur scolarité à Cléon-d'Andran, à l'école maternelle et primaire du village, qui compte 4 classes pour 89 enfants[41].
- Ils continuent ensuite, toujours sur la commune, au collège Olivier de Serres, qui en 2020 accueille 524 élèves répartis dans 20 divisions : 5 classes de 6ème, 5 classes de 5ème, 5 classes de 4ème, et 5 classes de 3ème[42].

### Santé
- Une maison médicale regroupe plusieurs médecins, infirmiers et orthophonistes[réf. nécessaire].
- Une pharmacie[réf. nécessaire].
- Un cabinet dentaire[réf. nécessaire].
- Un kinésithérapeute[réf. nécessaire].

### Manifestations culturelles et festivités
- Fête communale : Pentecôte (corso fleuri)[1].
- Fête patronale : second dimanche d'août[1].
- Exposition de peintures[1]. Une galerie d'art propose six expositions par an d'artistes contemporains internationalement reconnus[43].

### Loisirs
- Pêche et chasse[1].
- Un boulodrome[44].

### Sports
La commune est équipée d'un gymnase et d'un terrain de football.

### Médias
Le territoire de la commune se situe dans l'aire de diffusion de plusieurs médias :
- Presse écrite
  - Le Dauphiné libéré, quotidien régional qui consacre, chaque jour, y compris le dimanche, dans son édition de « Romans et Drôme des collines » un ou plusieurs articles à l'actualité du canton et de la commune, ainsi que des informations sur les éventuelles manifestations locales, les travaux routiers, et autres événements divers à caractère local.
  - L'Agriculture Drômoise, journal d'informations agricoles et rurales, couvre l'ensemble du département de la Drôme.
  - Drôme Hebdo (ancien Peuple Libre), hebdomadaire chrétien d'informations.
- Presse audio-visuelle
  - Ici Drôme Ardèche est une radio publique diffusée sur son territoire et l'ensemble du territoire de la Drôme.

### Cultes
La paroisse catholique dépend du diocèse de Valence, doyenné de Cléon-d'Andran.

## Économie

### Agriculture
En 1992 : céréales, porcins, ovins.
- Marché : le mardi de chaque quinzaine[1].
- Foire : le 11 décembre[1].

### Commerce et artisanat
Cléon-d'Andran, en tant que nœud routier de la plaine des Andrans, dispose d'un nombre important de commerces et d'artisans qui en fait l'un des villages français ayant le taux de commerce par habitant le plus élevé.
- La biscuiterie Cro' Deli Drôme est réputée pour ses pognes et ses biscuits d'apéritifs.
- La brasserie Markus s'installe en 2020.

### Tourisme
- Une piscine plein air est ouverte en saison estivale[46].
- Un camping[1].

## Culture locale et patrimoine

### Lieux et monuments

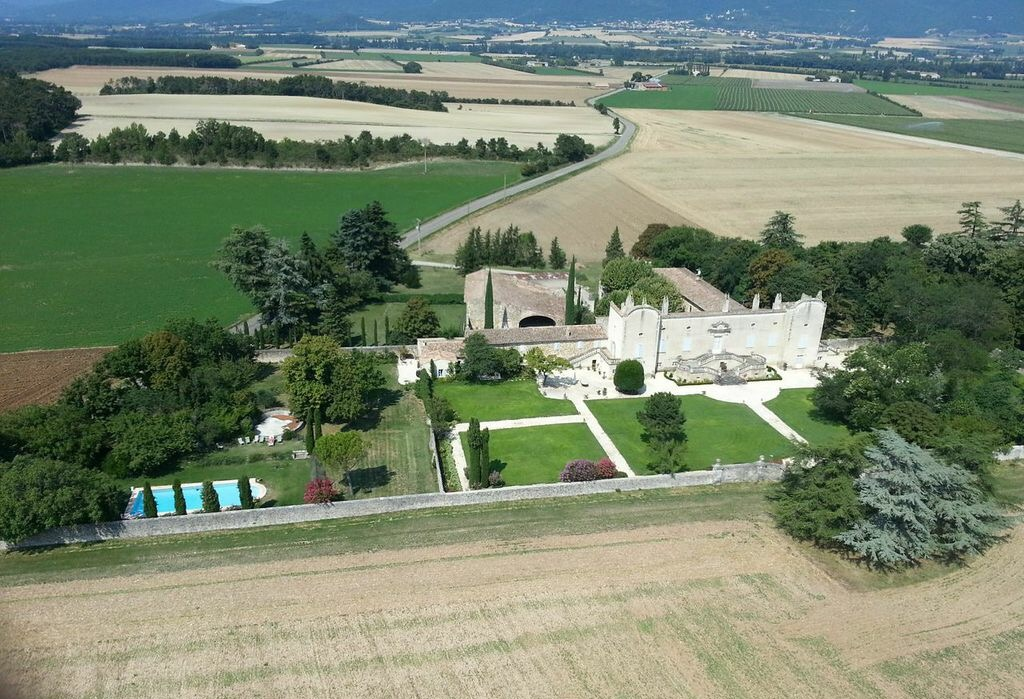
Le château de Genas.

- Tracé de l'enceinte circulaire constituée d'une muraille doublée d'un fossé en eau comblé au XIXe siècle[réf. nécessaire].
- Le château de Genas (XVIIe siècle) est classé monument historique (ISMH) ainsi que son parc. Il possède une « façade décor » de style italien avec un escalier à double révolution. Ouvert au public lors des Journées internationales du Patrimoine. Diverses manifestations théâtrales et musicales pendant l'été. Il est situé à 900 m à la sortie du village sur la route de Marsanne.
- Maisons anciennes, porches médiévaux, fenêtre Renaissance[1].
- Fontaine des Éléphants[1].
- Fermes fortes à cours intérieures[1].
- Église Saint-Sauveur (romane), dotée d'un clocher de type savoyard[1] à la suite d'une décision du conseil municipal de 1898 de remplacer l'ancien clocher qui menaçait de s'écrouler[20].

### Personnalités liées à la commune
- Gilbert Sauvan (1919-2021[47]) , maire et poète (La Valse des alexandrins, 2015)[48],[49],[50].
- René de Genas (1639 - 1739), gouverneur de Montélimar puis de Valence.